# Florianus
Marcus Annius Florianus († September 276 bei Tarsus) war ein römischer Kaiser.

## Leben

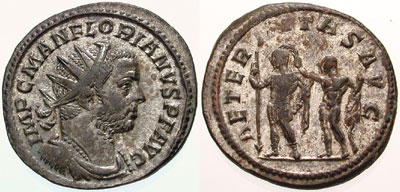
Antoninian, auf dem Florianus von Herkules gekrönt wird

Aufgrund der dürftigen Quellenlage ist über Florianus wenig Sicheres bekannt. Er wurde von seinem Halbbruder Marcus Claudius Tacitus (beide hatten vermutlich dieselbe Mutter) nach dessen Ernennung zum Kaiser als Prätorianerpräfekt eingesetzt. Die Halbbrüder kämpften in Kleinasien zunächst gemeinsam gegen die Goten.
Als Florianus vom Tod seines Halbbruders erfuhr, erklärte er sich im April 276 umgehend selbst zum Kaiser. Obwohl er weder Zustimmung der Soldaten noch des Senats erhielt, gab es keinen Widerspruch. Florianus ging nach seiner Amtsübernahme umgehend wieder gegen die Goten vor und erzielte angeblich große Erfolge. Doch kurz vor Ende dieses Feldzugs erreichte ihn die Nachricht, dass Marcus Aurelius Probus, Kommandant der an der Ostgrenze stehenden Legionen, zum Kaiser ausgerufen worden wäre.
Florianus brach sofort sämtliche Militäroperationen gegen die Goten ab und warf alle entbehrlichen Kräfte nach Süden. Zunächst schien es, dass an Florianus’ Sieg kein Zweifel bestehen könne, da seine Truppen zahlenmäßig deutlich überlegen waren. Doch bald stellte sich – so die Quellen – heraus, dass seine hauptsächlich aus Mitteleuropa stammenden Soldaten mit dem heißen Wüstenklima nicht zurechtkamen. Durch die Hinhaltetaktik des Probus und um sich greifende Seuchen, bröckelte die Moral der kaiserlichen Truppen zusehends. Im Juni 276 liefen viele seiner Soldaten zu Probus über. Als der Kaiser versuchte, die Loyalität seiner Truppen wieder zu sichern, wurde er im September 276 nach angeblich nur 88 Tagen Herrschaft von seinen eigenen Soldaten ermordet. Höchstwahrscheinlich geschah die Tat auf direkten Befehl des Probus, der in der Folge die Herrschaft übernahm.